# Splitsko brodogradilište Jug
Splitsko brodogradilište Jug je bilo jedno od najstarijih hrvatskih brodogradilišta suvremenog doba u Splitu. Osnovano je 1918. godine. Skupina splitskih gospodarstvenika je 17. ožujka 1918. osnovano novo društvo za gradnju, popravak, kupnju i prodaju brodova, naziva Splitsko brodogradilište Jug. U njemu je tehnički poslovođa bio Dinko Ivanko, vlasnik bivšeg brodogradilišta Ivanko. Nekretnine su imali na Glavičinama - uvala Supaval. Tvrtka Jugoslavensko društvo za izradu i opravku brodova (prethodnik današnjeg Brodosplita) kupila je ovo brodogradilište 18. kolovoza 1931. godine.